# آنژیواستاتین

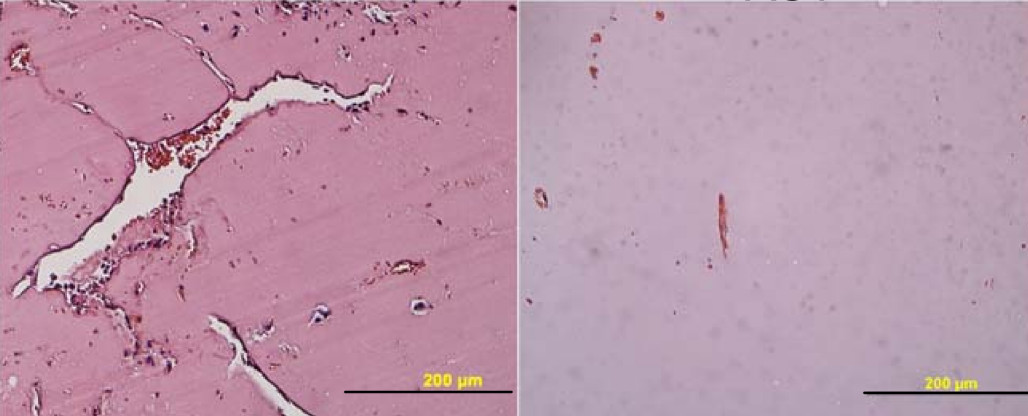
این تصویر اثر مهاری آنژیوستاتین بر رگ‌زایی (آنژیوژنز) ناشی از سارکوم را نشان می‌دهد. گرچه آنژیوتانسین مستقیماً بررسی نشده، ارتباط غیرمستقیم آن با آنژیوستاتین از طریق نقش متضادشان در تنظیم آنژیوژنز (آنژیوستاتین مهارکننده و آنژیوتانسین محرک) قابل استنباط است.

آنژیواستاتین (انگلیسی: Angiostatin) یکی از پروتئینهای گروه بتاگلوبولین (پروتئینهای کروی شکل) هستند. این پروتئین یک عامل بازدارنده رگ‌زایی است و از ایجاد عروق جدید جلوگیری می‌کند.